# Anthony Stokes
Anthony Stokes (ur. 25 lipca 1988 w Dublinie) – irlandzki piłkarz występujący na pozycji napastnika w klubie Apollon Smyrnis. Jest także zawodnikiem reprezentacji Irlandii.
Stokes zaczął swoją karierę w Arsenalu, lecz swoje umiejętności pokazał dopiero w Falkirk, do którego został wypożyczony w 2006 roku. W Szkocji rozegrał 16 spotkań i zdobył 14 goli. W 2007 roku za kwotę 2 milionów £ został sprzedany do Sunderlandu. Jednakże w klubie tym Stokes nie przebił się na stałe do pierwszego składu i w sierpniu 2009 roku za nieujawnioną kwotę został zakupiony przez szkocki Hibernian.

## Statystyki kariery klubowej
Statystyki aktualne na dzień 27 grudnia 2009.
| Klub                    | Sezon              | Liga    | Liga | Puchary Krajowe | Puchary Krajowe | Puchary Europejskie | Puchary Europejskie | Ogólnie | Ogólnie |
| Klub                    | Sezon              | Występy | Gole | Występy         | Gole            | Występy             | Gole                | Występy | Gole    |
| ----------------------- | ------------------ | ------- | ---- | --------------- | --------------- | ------------------- | ------------------- | ------- | ------- |
| Arsenal                 | 2005/06            | 0       | 0    | 1               | 0               | 0                   | 0                   | 1       | 0       |
| Ogólnie                 | 2005–2007          | 0       | 0    | 1               | 0               | 0                   | 0                   | 1       | 0       |
| Falkirk (wyp.)          | 2006/07            | 16      | 14   | 2               | 2               | 0                   | 0                   | 18      | 16      |
| Ogólnie                 | 2006               | 16      | 14   | 2               | 2               | 0                   | 0                   | 18      | 16      |
| Sunderland              | 2006/07            | 14      | 2    | 0               | 0               | 0                   | 0                   | 14      | 2       |
| Sunderland              | 2007/08            | 20      | 1    | 0               | 0               | 0                   | 0                   | 20      | 1       |
| Sunderland              | 2008/09            | 2       | 0    | 1               | 2               | 0                   | 0                   | 2       | 2       |
| Ogólnie                 | 2007–2009          | 36      | 3    | 1               | 2               | 0                   | 0                   | 37      | 5       |
| Sheffield United (wyp.) | 2008/09            | 12      | 0    | 0               | 0               | 0                   | 0                   | 12      | 0       |
| Ogólnie                 | 2008–2009          | 12      | 0    | 0               | 0               | 0                   | 0                   | 12      | 0       |
| Crystal Palace (wyp.)   | 2008/09            | 13      | 1    | 0               | 0               | 0                   | 0                   | 13      | 1       |
| Ogólnie                 | 2009               | 13      | 1    | 0               | 0               | 0                   | 0                   | 13      | 1       |
| Hibernian               | 2009/10            | 15      | 8    | 2               | 1               | 0                   | 0                   | 17      | 9       |
| Ogólnie                 | 2009–              | 15      | 8    | 2               | 1               | 0                   | 0                   | 17      | 9       |
| Ogólnie w karierze      | Ogólnie w karierze | 92      | 26   | 6               | 5               | 0                   | 0                   | 98      | 31      |

## Kariera reprezentacyjna
Stokes swoje pierwsze spotkanie w reprezentacji Irlandii rozegrał 7 lutego 2007 roku. Stało się to w wygranym 2-1 meczu przeciwko reprezentacji San Marino.

## Sukcesy
- Football League Championship (II): 2007